# Саша Белый (персонаж)
Алекса́ндр Никола́евич Бело́в (Саша «Белый») — один из главных персонажей российского многосерийного фильма «Бригада» режиссёра Алексея Сидорова и его продолжения — «Бригада: Наследник» Дениса Алексеева. В телесериале роль Александра Белова исполнил российский актёр Сергей Безруков. От участия в продолжении первый исполнитель роли отказался, и роль «Белого» сыграл Эльдар Чеченов.
В конце 1980-х годов персонаж служит в пограничных войсках на границе с Афганистаном. Тогда же его лучшие друзья Космос Холмогоров «Кос» и Виктор Пчёлкин «Пчёла»  начинают заниматься рэкетом на рынках, а Валерий Филатов «Фил» — боксом. Узнав, что девушка не дождалась его из армии, Белов попадает на дискотеку, где конфликтует с бандитом Сергеем Мухиным «Мухой». На одной из потасовок «Муху» убивают, и его родственник Каверин перекладывает убийство на Белова. В итоге «Белый», мечтавший стать вулканологом, вместе со своими друзьями проходит путь становления от криминального авторитета до депутата Государственной Думы.
В процессе создания сериала и персонажей создатели консультировались с криминальными структурами, ФСБ и милицией. Прототипом Белова считается криминальный авторитет Сергей Тимофеев по прозвищу «Сильвестр», главарь Ореховской ОПГ, пусть этот миф и отрицают сценаристы и исполнитель главной роли.
Существует версия, что роль была специально написана под Сергея Безрукова, однако Сидоров не сразу признал актёра — на кастинг пришло несколько сотен человек, среди которых были и значимые в тот период актёры. Для съёмок Безрукову пришлось впервые закурить, перекраситься в брюнета и приносить на студию свою личную одежду для образа. Роль Белова, в основном, сыграла артисту на руку и прославила его в широком обществе. Сергей Безруков появлялся в облике персонажа как в клипах «Мои ясные дни» Олега Газманова и «Rolls Royce» Егора Крида, Тимати и Джигана, так и фильме Сидорова «Бой с тенью».

## Биография

### Детство и юность
Александр Николаевич Белов родился 28 ноября 1969 года в Москве. О детстве героя почти ничего неизвестно. В подростковом возрасте у Саши была девушка Елена Елисеева. До армии Александр жил с матерью Татьяной Николаевной Беловой (отец Николай Иванович умер при неизвестных обстоятельствах). В 18 лет на два года уходит служить в пограничные войска, службу проходит на границе с Афганистаном. Во время службы Белова его лучшие друзья Космос Юрьевич Холмогоров «Кос» и Виктор Павлович Пчёлкин «Пчёла» начинают заниматься рэкетом на московских рынках, а Валерий Константинович Филатов «Фил» — увлёкся боксом. В армии у Белова было два пса (первый умер от чумы, а второго звали Поликом). Достигнув звания сержанта, добивается демобилизации. Как только Саша возвращается из армии, друзья предлагают ему присоединиться к их «Бригаде», однако тот отказывается. Александр хочет поступить в Московский горный институт и стать вулканологом.

«Белый» даёт клятву на Воробьёвых горах, осень 1989 года. Слева направо: «Фил», «Белый», «Пчёла», «Кос»

От Космоса Белов узнаёт, что Лена не дождалась его из армии и стала работать проституткой. На дискотеке Александр попадает в конфликт с местным авторитетом — бандитом Сергеем «Мухой» Мухиным. Дело доходит до «стрелки», где «Белый» честно одерживает победу. На дебютном раунде «Фила» на боях в Раменском районе враги снова встречаются, но в результате общей потасовки, "Космос" незаметно убивает Мухина. Его родственник — оперативник в звании старшего лейтенанта милиции Владимир Евгеньевич Каверин, решает повесить убийство на Белова. В это же время, Саша заводит себе пса породы мастино по имени Вулкан. Александра объявляют в розыск, а его квартиру обыскивают и находят пистолет. Космос, чтобы уберечь друга, увозит его на дачу Царёвых. Там, Саша знакомится со скрипачкой Ольгой Евгеньевной Суриковой, своей будущей женой.
Во время вечеринки на даче, бабушка Суриковой звонит участковому Виктору Тихоновичу Никитину, жалуясь на громкую музыку. В итоге, увидев Сашу, Никитин узнаёт в нём преступника. В результате побега от ОМОН, Белов получает пулю. Выжив благодаря друзьям, он даёт им клятву на Воробьёвых горах:
Клянусь, что никогда никого из вас я не оставлю в беде. Клянусь всем, что у меня осталось. Клянусь, что никогда не пожалею о том, в чём сейчас клянусь, и никогда не откажусь от своих слов.

### Криминальная деятельность
Благодаря отцу Космоса Юрию Ростиславовичу Холмогорову и связям удаётся прекратить уголовное преследование по убийству Мухина против Александра и его друзей. «Белый» тем временем начинает заниматься бандитской деятельностью. Весной 1991 года он женится на Ольге. В этот же вечер совершается первое покушение на Белова: в доме на Котельнической набережной пара чуть не погибает из-за устроенной ловушки-растяжки, к которой прикреплена граната. Благодаря плану Космоса, друзья выявляют предателя и убивают его. Белов считает, что за делом стоит предприниматель Артур Вениаминович Лапшин — знакомый «Пчёлы», с которым «Бригада» уже связывалась, чтобы предоставить свою кандидатуру в качестве одного из учредителей его компании. Из-за отказа Артура, друзья срывают ему крупную сделку.
На самом деле, это был человек Каверина, который также сотрудничал с Лапшиным. На деловой встрече с партнёрами Лапшина из Таджикистана, «Белый» встречается со старым другом из армии Фархадом Гафуровичем «Фариком» Джураевым. Белов и «Бригада» начинают сотрудничать с таджиками для перевозки алюминия и наркотиков в Россию. Подполковник спецслужб Игорь Леонидович Введенский связывается с Беловым и просит его о том, чтобы весь груз перевозили в Европу, а для наркотиков Россия была лишь транзитом.
Благодаря Введенскому Каверина увольняют из милиции, а Лапшину приходится эмигрировать — его компания переходит к Белову. В октябре 1993 года у Александра и Ольги рождается сын Иван. Незадолго до этого он посещает США, а после возвращения «Бригаду» и «Фарика» задерживают и увозят в Бутырскую тюрьму. Там «Белый» замечает Владимира Евгеньевича, который основал собственную компанию и обрёл новые связи. Фархада во время сделки убивают люди опера. После гибели друга, Александр направляется в Таджикистан к его родителям, чтобы рассказать о случившемся.
Через год «Белый» решает получить права на беспошлинную торговлю, чтобы постепенно легализоваться и отойти от криминальной деятельности. На Белова организуется второе покушение на глазах жены, сына и матери. От пуль его спасает Филатов, который носит бронежилет и закрывает друга своим телом. Максим Карельских, телохранитель Белова, увозит Ольгу и Ивана в Подмосковье, а сам Белов и «Фил» прячутся на запасной, тайной квартире. Татьяна Николаевна не справляется с переживаниями и умирает от инфаркта.
Во время первой чеченской войны временно поставляет оружие чеченцам. Пока Ольга и сын «Белого» уезжают на несколько месяцев в США, Саша знакомится с девушкой Анютой — подругой продюсера Андрея Андреевича Кордона. Во время одной из встреч с опером, который тоже к тому времени сотрудничал с чеченцами, тот сознаётся Александру в давней ненависти и в том, что пистолет в 1989 году при обыске квартиры — подложили. Кос, после того, как попал в автомобильную аварию, рассказывает Саше о том, что именно он выстрелил в «Муху» шесть лет назад. Опер Каверин планирует убить Белова в случае успешной сделки по продаже оружия с бандитами. Четвёрка друзей ожидает звонка о том, что оружие было успешно поставлено. Внезапно российский армейский спецназ уничтожает грузовики с оружием и всех сопровождающих. Владимир Евгеньевич Каверин ранен и прячется под вагоном, а Белов говорит «Пчёле», что всё уничтожено, и что они освободились от заклятого врага.
Зимой 1997 года «Фил» снимается в роли каскадёра в новом фильме Кордона. Филатов кладёт камеру в машину вместе с муляжом головы, которую «отрубили» во время съёмок. Как позднее выясняется, именно в нём была заложена бомба. Когда «Фил» везёт Белова и Космоса домой, у них начинают странно себя вести стрелки часов, а из радио доносятся помехи. Саша понимает, что в машине заложена бомба. Он и «Кос» прыгают, но «Фил» не успевает и его автомобиль взрывается. Его везут в госпиталь, где тот позднее впадает в кому. Саша решает отомстить Кордону и убить его. Когда об этом сообщили в газетах, жена с сыном покидают дом Саши и уезжают на дачу.

### Депутат Государственной Думы

Листовка «Братва рвётся к власти»

Находясь в гостях у Никитина, Белов увидел избирательный плакат Каверина с надписью: «Он воевал, теперь он строит» и понимает, что Каверин выжил в Чечне. «Белый» сам решает вступить в избирательную гонку и стать депутатом. Через год, Каверин пытается очернить Белова и заказывает листовки с надписью «Братва рвётся к власти» и изображением Белова с пистолетом в руке. Позднее его же люди захватывают от имени Белова типографию и сжигают напечатанные листовки. Кандидатов приглашают на телевизионные дебаты в прямом эфире: Белов и Каверин задают друг другу вопросы насчёт их тёмного прошлого. Тогда появляется Артур Лапшин, который рассказывает о своей эмиграции из-за Александра.
Люди Белова дарят подарки неимущим, сам он финансирует строительство церкви. 19 декабря 1999 года приходит день выборов, начинают подсчитываться голоса. Саша ждёт результатов в своём офисе, где организован предвыборный штаб. В самый последний момент на последнем избирательном участке Саша набирает достаточно голосов, чтобы обогнать Каверина. Александр Николаевич Белов становится депутатом Государственной Думы. После празднования победы Белова его друзей «Космоса» и «Пчёлу» убивает Макс — как оказалось, он изначально был послан Кавериным. Позже Макс убивает «Фила» и его жену Тамару в больнице.  Инсценировав свою гибель, Белов вновь встречается с Кавериным, Лапшиным и Максом и убивает их. В начале 2000 года Ольга и Иван Беловы эмигрируют в Нью-Йорк. «Белый» в это время находится на Воробьёвых горах и повторяет клятву, данную им в 1989 году.

### «Бригада: Наследник»
Саша оставляет криминальный мир, однако бандиты не дают ему покоя даже после переезда в США. Во время одной из погонь на автомобиле, его взрывают выстрелом из ручного противотанкового гранатомёта.Несмотря на это, он остаётся жив — звонит другу-каскадёру Александру Иншакову, а позже пишет жене сообщение о том, что желает встретиться с сыном. Дальнейшая судьба персонажа неизвестна.

## Создание персонажа

### Написание сценария
Сценарий к сериалу «Бригада» был написан Александром Велединским, Игорем Порублевым и Алексеем Сидоровым за два месяца, в период дефолта 1998 года. В процессе создания сериала и персонажей авторы консультировались с криминальными структурами, ФСБ и милицией, но и сами раннее сталкивались с опасными ситуациями. От изначального варианта, который принёс Сидоров Порублеву и Велединскому, сохранились лишь имя Саши Белого и название сериала. Из сценария исчез, в том числе, двоюродный брат Саши Белого. Велединский объяснил это решение пользой и цельностью для фильма. Первоначально планировалось убить в сериале всех персонажей, в том числе и Сашу Белого. Посчитав подобную затею слишком жестокой для зрителя, сценаристы решили дать свободу его мыслям: последние, затемняющиеся кадры Белого на Воробьёвых горах перед конечными титрами сопровождаются звуком выстрела.

### Отбор на роль

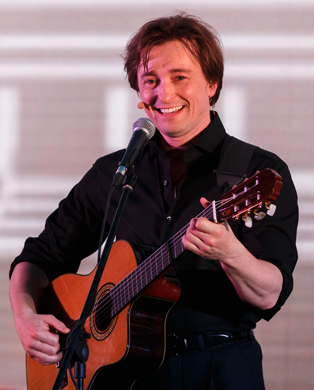
Сергей Безруков

Сообщалось, что роль была специально написана под Сергея Безрукова, ведь уже во время отбора на роль, актёр хорошо зарекомендовал себя. Определение на роль Сергея мог сыграть факт, что он всегда был известен своим чрезмерным увлечением характерными ролями. Один из продюсеров сериала Александр Иншаков подтвердил этот факт, но подчеркнул, что роль была написана под актёра, а не для него. Несмотря на это, Иншаков изначально был уверен в том, что Сашу Белого сыграет Сергей.
Режиссёр Сидоров же сначала не видел Безрукова в качестве харизматичного лидера и думал взять в сериал другого актёра. По его же словам, Безруков «хорошо играл, но не давал того максимума, на который он способен и который дал у нас». Против участия Безрукова в «Бригаде» выступали продюсеры телеканала «Россия», который спонсировал съёмки сериала. Они считали, что это не его роль и актёр «не справится с образом крестного отца».
По словам съемочной группы, на кастинг пришло больше сотни (по другим сведениям — около трёхсот) человек, среди которых были и актёры Владимир Машков, Константин Хабенский, Сергей Шнырёв и Максим Колганов. Известно, что первому отказали в роли из-за возраста (на момент съёмок ему было почти 40 лет) и запрашиваемого, высокого гонорара. Со слов некоторых, когда Безруков узнал, что не впечатлил режиссёра, он разозлился и на следующих пробах убедил Сидорова в своём актёрском мастерстве.
Каждый актёр хочет сыграть мачо. И когда это желание исполняется — исполняется в полном объёме, ты сам от этого обалдеваешь. Я прочёл сценарий, он мне безумно понравился, была встреча с режиссёром. Я был чуть моложе, чем надо, но у меня было ощущение, что мне ужасно хочется стать Сашей Беловым! И я уже старался быть круче, чем был на самом деле в тот момент.— Сергей Безруков

### Съёмки. Имидж Безрукова
Съёмки сериала начались только через год после написания сценария. Перед ними Сергея Витальевича пригласили на пробы. Актёра это решение задело, поскольку он «считал, что мы все обговорили с режиссером, а тут заставляют доказывать, что ты не верблюд». Целый месяц перед съёмками Безруков не получал никаких звонков от съёмочной группы.
Для создания образа исполнитель роли Саши Белого приносил на съёмочную площадку собственные вещи и некоторые даже до сих пор хранит. В память о работе у Безрукова остался перстень с бриллиантом, который он купил специально для съёмок. Режиссер Сидоров отказался от его использования из-за несолидности. Во время съёмок одной из сцен со своей женой Безруков проронил две слезы, но поскольку его герой должен был быть «железным парнем», без эмоций, эти кадры вырезали. Драка «Мухи» и «Белого» не была запланирована, и актёры дрались почти по-настоящему.на протяжении 8 часов. У исполнителя роли «Мухи» Сергея Апрельского, в итоге, были сломаны рёбра и повреждена переносица. Для роли Белова Безруков впервые взял в руки сигареты (персонаж курит в 14 сериях из 15). На протяжении дальнейшей его карьеры, главным условием для игры в фильмах со схожей, и не только, тематикой было «герой не закуривает». Перед съёмками «Бригады» Безруков перекрасил свои волосы и стал брюнетом. Лишь в самых опасных эпизодах сериала Безрукова подменял каскадёр Валерий Деркач.

## Образы. Прототип
Тимур Ходяев в своей научной работе пишет о том, что, по его мнению, Саша Белый отображает «кризис мужественности в советском социуме начиная с 1960-х годов и заканчивая распадом СССР». «Белый» изначально военный персонаж (сам он себя так часто воспринимает), что отчасти показывает его характер и тогдашний, советский образ мужчины. Ходяев также сравнивает Белова с Д’Артаньяном из романа Александра Дюма-отца «Три мушкетёра».
Исполнитель роли Саши Белого в одном из интервью высказался о своём персонаже: «Мой герой изначально был хорошим, но жизнь его сделала страшным человеком. Парень ведь он потрясающий: старший сержант погранвойск, крепкий, мощный, правдоруб. Другое дело, чему послужили эти качества. Это повесть о настоящем человеке, который стал служить злу». По словам Безрукова, он передал герою обаяние, умение любить и преданность и называл Белого патриотом. Он также рассказывал, что его герой действует не мускулами, а головой — «это не одноклеточный бандит».
По мнению Тимура Ходяева, после конфликта с «Мухой» Белов открывает, что после его приезда из армии всё изменилось в России. Изменения произошли и в его бывшей девушке Елене, которая просто перестала его представлять, как достойного мужчину. Раззаков считает, что в сериале «Бригада» оба главных героя («Белый» и Каверин) — злодеи. Только «первый злодей „пушистый“, а второй — без всякого просвета».

«Сильвестр»

В качестве реального прототипа Саши Белого в СМИ многократно упоминается криминальный авторитет Сергей Тимофеев по прозвищу «Сильвестр», главарь Ореховской ОПГ. Жизнь бандита имеет сходства с судьбой Белова. Он также поднимался с самых низов. Родился Сергей в Новгородской области, а службу проходил в Москве. Так же как и «бригада» Саши, «Сильвестр» с товарищами занимались угонами машин, крупными грабежами и убийствами. Тимофеев был убит после взрыва машины, в которой он в тот момент находился. Точно так же свою смерть инсценировал и Саша Белый. Какое-то время ходили слухи, что реальный бандит на самом деле остался жив, но этой версии не нашлось доказательств. И Иншаков, и Безруков, однако, утверждали, что данная версия о прототипе — миф и образ Саши Белого — собирательный.
По словам создателя фильма режиссёра Алексея Сидорова, фильм «Бригада» создала группа сценаристов, которая брала за основу сюжеты несколько историй: классические мировые бестселлеры — «Крёстный отец», «Лицо со шрамом», «Однажды в Америке». Создатели киносериала называли главных героев вымышленными персонажами и не подтверждали популярную у журналистов версию о том, что Саша Белый — кинематографическое переосмысление «Сильвестра».
Писатель Фёдор Раззаков в своей книге «Бригада возвращается. Триумф бандитской романтики» отмечает частую схожесть Саши Белова и персонажа актёра Аль Пачино — Майкла Корлеоне в трилогии «Крёстный отец» Фрэнсиса Форда Копполы по одноимённому роману Марио Пьюзо. Культуролог Алёна Дятко высказывает мнение, что Саша Белый, в отличие от несколько лубочного богатыря Данилы Багрова из фильма «Брат» Алексея Балабанова, «более никому не мстит, но при всём этом романтизируется». Дятко считает, что «Белов более живой, однако он продолжает жить по неписаному, но чёткому и понятийному закону воров».

## Влияние. В культуре
Сергей Безруков не стыдится своей роли и гордится ею. Роль Саши Белого сильно продвинула актёра в театре и среди авторитетных коллег для новых фильмов. После премьеры люди из криминальных кругов подходили к нему и без панибратства жали руку. По его словам, среди личностей, оценивших Сашу Белого, были Сергей Михалков, Михаил Жванецкий, Геннадий Хазанов и Владимир Хотиненко. По результатам онлайн-голосования среди зрителей телеканала «Русский бестселлер» в октябре 2020 года Саша Белый был избран одним из «родных» героев отечественного кинематографа.
Критики отмечали, что в фильме романтизирован бандитизм и что в России после выхода фильма появились многочисленные подростковые группировки (тенденция отмечалась в сводках МВД), подражающие героям фильма, а также то, что картина провоцирует «желание мальчиков стать бандитами». Об этом сказал Павел Майков в интервью «Вечерней Москве». О негативном влиянии «Бригады» писали и в связи с сыном режиссёра фильма. Юноша под впечатлением фильма стал главарём банды, совершающей преступления, был осуждён на 13 лет. На Украине фильм «Бригада» официально запретили к показу.
В июне 2019 года продюсер Егор Одинцов представил в Министерстве культуры РФ проект в виде фильма для детей «Герои Геры». Героем ленты должен стать одинокий школьник, который придумывает себе воображаемых друзей из его любимых фильмов: Антона Городецкого («Ночной Дозор»), Алексея Николаева («Агент национальной безопасности») и Сашу Белого.
В октябре 2019 года российская рок-рэп-группа «Заточка» выпустила песню «Белый» в составе альбома «Как в американском фильме». Текст песни посвящен ностальгии по образу персонажа, бывшего кумиром поколения. В том же году Слава КПСС посвятил персонажу песню в своём микстейпе «Оттенки барда». В июле 2021 года рейв-певица Dead Blonde посвятила Саше Белому одноимённую песню в своём альбоме «Княжна из хрущёвки». Она открывается репликой Фила на свадьбе Белова и Ольги. В самом тексте исполнительница признаётся персонажу в любви.

## Другие появления
Спустя год после выхода фильма в издательстве «Олма-Пресс» выходит серия книг «Бригада» от автора под псевдонимом Александр Белов. Она является расширенной новеллизацией фильма.

Сергей Безруков в клипе на песню «Rolls Royce»

В 2003 году Саша Белов и его друзья из «Бригады» вновь появляются на экране в видеоклипе на песню Олега Газманова «Мои ясные дни». По сюжету музыкального видео четверо друзей и каскадёр Иншаков в номере гостиницы хотят посмотреть телевизор, но сосед за стеной (Газманов) мешает им, играя на гитаре. Они разрушают стену, осознают, кто является их соседом, и начинают петь вместе с ним.
Саша Белый появляется в фильме режиссёра «Бригады» Алексея Сидорова «Бой с тенью» 2005 года в качестве камео: он просит боксёра Артёма Колчина расписаться на фотографии его поклонника Вани. По словам Безрукова, постановщик ему позвонил и попросил поучаствовать в эпизодической роли — тот абсолютно бесплатно приехал и сыграл роль.
Несмотря на то, что за участие в продолжении «Бригада: Наследник» Сергею Безрукову предложили гонорар в 1 000 000 долларов, он отказывается от участия — ему не хочется возвращаться в старый образ: Сергей считает, что всё, что хотел — он с режиссёром изобразил. В итоге роль криминального авторитета исполняет Эльдар Чеченов, игравший до этого в основном в массовках.
Журналисты считают, что Безруков оммажирует своему персонажу из сериала в дебютном клипе своей рок-группы «Крёстный папа» на песню «Не про нас» 2018 года. По сюжету, происходит дуэль двух любовников девушки на почве ревности. Через два года, в клипе рэперов Егора Крида, Тимати и Джигана на песню «Rolls Royce» режиссёра Павла Худякова, Сергей Безруков сыграл роль бандита Белова. По сюжету, персонажи нападают на суши-бар, принадлежащий их конкуренту. В конце клипа Джиган, оказавшийся Безруковым, предаёт и убивает своих сообщников.